# Lucas Villalba (calciatore 2001)
Lucas Martín Villalba Jaume (Montevideo, 11 maggio 2001) è un calciatore uruguaiano, attaccante del Nacional.

## Caratteristiche tecniche
È un'ala destra.

## Carriera
È cresciuto nel settore giovanile del Boston River. Nel 2022 ha firmato con il Tacuarembó dove ha iniziato la sua carriera calcistica in Segunda División. L'anno successivo è passato al Montevideo City Torque con cui ha centrato la promozione in prima divisione.
Il 20 gennaio 2025 è stato acquistato dal Nacional.

## Statistiche

### Presenze e reti nei club
Statistiche aggiornate al 23 febbraio 2025.
| Stagione        | Squadra                | Campionato      | Campionato | Campionato | Coppe nazionali | Coppe nazionali | Coppe nazionali | Coppe continentali | Coppe continentali | Coppe continentali | Altre coppe | Altre coppe | Altre coppe | Totale | Totale | Totale |
| Stagione        | Squadra                | Comp            | Pres       | Reti       | Comp            | Pres            | Reti            | Comp               | Pres               | Reti               | Comp        | Pres        | Reti        | Pres   | Reti   |        |
| --------------- | ---------------------- | --------------- | ---------- | ---------- | --------------- | --------------- | --------------- | ------------------ | ------------------ | ------------------ | ----------- | ----------- | ----------- | ------ | ------ | ------ |
| 2023            | Tacuarembó             | SD              | 27         | 3          | CU+CU           | 1+0             | 0               | -                  | -                  | -                  | -           | -           | -           | 28     | 3      |        |
| 2024            | Montevideo City Torque | SD              | 30         | 6          | CU+CU           | 3+3             | 0               | -                  | -                  | -                  | -           | -           | -           | 36     | 6      |        |
| 2025            | Nacional               | PD              | 4          | 0          | CU              | 0               | 0               | CL                 | 0                  | 0                  | SU          | 1           | 0           | 5      | 0      |        |
| Totale carriera | Totale carriera        | Totale carriera | 61         | 9          |                 | 7               | 0               |                    | 0                  | 0                  |             | 1           | 0           | 69     | 9      |        |

## Palmarès

### Club

#### Competizioni nazionali
- Supercopa Uruguaya: 1

Nacional: 2025